# Beker van België (damesrugby)
De Beker van België is een bekertoernooi voor rugbyteams in het Belgische damesrugby.

## Palmares
| Jaar | Winnaar        |
| ---- | -------------- |
| 2013 | RC Leuven      |
| 2014 | Dendermonde RC |
| 2015 | Boitsfort RC   |
| 2016 | Dendermonde RC |
| 2017 | RC Leuven      |
| 2018 | Boitsfort RC   |